# Anna Camp
Anna Ragsdale Camp est une actrice américaine née le 27 septembre 1982 à Aiken, Caroline du Sud (États-Unis).

## Biographie
Anna Camp est née le 27 septembre 1982 à Aiken, Caroline du Sud (États-Unis).

### Vie privée
De 2010 à 2013, elle est mariée à l'acteur Michael Mosley. En juin 2013, alors qu'elle est en procédure de divorce, elle commence à fréquenter en secret l'acteur Skylar Astin. Trois ans plus tard, ces deux derniers se marient. En avril 2019, ils annoncent leur divorce.
En 2025, elle annonce être en couple avec la styliste Jade Whipkey.

## Filmographie

### Cinéma

#### Longs métrages
- 2007 : And Then Came Love (en) de Richard Schenkman : Kikki
- 2008 : Pretty Bird de Paul Schneider : Becca French
- 2009 : Bottleworld d'Alexander Smith : Chrissy
- 2011 : La Couleur des sentiments (The Help) de Tate Taylor : Jolene French
- 2012 : The Hit Girls (Pitch Perfect) de Jason Moore : Aubrey Posen
- 2012 : Forgetting the Girl de Nate Taylor : Adrienne Gilcrest
- 2013 : Autumn Wanderer de Nathan Sutton : Sara
- 2014 : Goodbye to All That d'Angus MacLachlan : Debbie Spangler
- 2015 : Pitch Perfect 2 d'Elizabeth Banks : Aubrey Posen
- 2015 : Captive (Caught) de Maggie Kiley : Sabrina
- 2016 : Café Society de Woody Allen : Candy, l'apprentie call-girl
- 2016 : One Night de Minhal Baig : Elizabeth
- 2016 : Brave New Jersey de Jody Lambert : Peg Prickett
- 2017 : Pitch Perfect 3 de Trish Sie : Aubrey Posen
- 2017 : La Femme la plus détestée d'Amérique (The Most Hated Woman in America) de Tommy O'Haver : Mme Lutz
- 2018 : Egg de Marianna Palka : Kiki
- 2019 : L'Année des mariages (The Wedding Year) de Robert Luketic : Ellie
- 2019 : Here Awhile de Tim True : Anna
- 2020 : Les Tourtereaux (The Lovebirds) de Michael Showalter : Edie
- 2020 : Desperados de Lauren Palmigiano : Brooke
- 2022 : Jerry and Marge Go Large de David Frankel : Dawn
- 2022 : Murder at Yellowstone City de Richard Gray : Alice Murphy
- 2022 : 5000 Blankets d'Amin Matalqa : Cyndi Saunders
- 2023 : A Little Prayer d'Angus MacLachlan : Patti
- 2023 : Unexpected de David Hunt : Amy
- 2023 : From Black de Thomas Marchese : Cora
- 2024 : Nuked de Deena Kashper : Gill Langer
- 2025 : Bride Hard (en) de Simon West : Betsy
- 2026 : Scream 7 de Kevin Williamson

#### Courts métrages
- 2008 : Just Make Believe de Jadrien Steele : Kristin
- 2009 : 8 Easy Steps d'Alain Hain : Laura
- 2013 : Sequin Raze de Sarah Gertrude Shapiro : Jessica
- 2014 : The Oven de James Gallagher : Sally Butler
- 2017 : Three Women d'Alex Beh : Veronica
- 2019 : Milkshake de Brittany Snow : Donna
- 2020 : GraceLand de Bonnie Discepolo : Prissy

### Télévision

#### Séries télévisées
- 2008 : Cashmere Mafia : Brooke Adaire
- 2009 : The Office : Penny Beesly
- 2009  - 2014 : True Blood : Sarah Newlin
- 2010 : Covert affairs : Ashley Briggs
- 2010 : Glee : Candace Dystra
- 2010 : Numbers : Siouxsie Dark
- 2010 : Mad Men : Bethany Van Nuys
- 2011 : Love Bites : Prudence
- 2011 : Romantically Challenged : Erin
- 2011 - 2012 / 2016 : The Good Wife : Caitlin d'Arcy
- 2012 : House of Lies : Rachel Norbert
- 2012 - 2013 : The Mindy Project : Gwen Grandy
- 2013 : How I Met Your Mother : Cassie
- 2013 : Vegas : Violet Mills
- 2013 : Super Fun Night : Felicity Vanderstone
- 2013 : CollegeHumor Originals : Dana
- 2013 - 2015 : Ground Floor : Heather
- 2014 : The League : Penny
- 2014 : Key et Peele : Dr Carol Roberts
- 2014 / 2017 : Princesse Sofia (Sofia the First) : Princesse Ivy (voix)
- 2015 : Resident Advisors :
- 2015 : Star Butterfly (Star vs. the Forces of Evil) : L'empereur de Pixie (voix)
- 2015 : Saints and Strangers : Dorothy Bradford
- 2015 - 2016 : Good Girls Revolt : Jane Hollander
- 2016 - 2017 : Unbreakable Kimmy Schmidt : Deirdre Robespierre
- 2018 : The Stinky and Dirty Show : Sender (voix)
- 2018 - 2020 : Planète Harvettes (Harvey Street Kids) : Chevron (voix)
- 2019 : Vampirina : La fiancée de Frankenstein (voix)
- 2019 : Robot Chicken : Général Leia Organa (voix)
- 2019 - 2020 : Le monde de Bingo et Rolly (Puppy Dog Pals) : Donna (voix)
- 2019 - 2020 : Perfect Harmony : Ginny
- 2020 : Creepshow : Irena Reid
- 2022 : Mr. Mayor : Natalie Bremer
- 2022 : Tab Time : Lenny
- 2024 : Hysteria! : Tracy Whitehead
- 2025 : You : Reagan Lockwood / Maddie Lockwood

## Voix françaises
En France
| - Karine Foviau dans : - True Blood (série télévisée) - Glee (série télévisée) - Mad Men (série télévisée) - The Good Wife (série télévisée) - The Mindy Project (série télévisée) - The Lovebirds - Jerry and Marge Go Large - Alexandra Ansidei dans : - Pitch Perfect - Pitch Perfect 2 - Pitch Perfect 3 - Bride Hard (en) - Edwige Lemoine dans : - La Couleur des sentiments - The League (série télévisée) | - Leslie Lipkins dans : - Café Society - You (série télévisée) Et aussi - Dorothée Pousséo dans Cashmere Mafia (série télévisée) - Frédérique Marlot dans The Office (série télévisée) - Delphine Rivière dans Vegas (série télévisée) - Ingrid Donnadieu dans Super Fun Night (série télévisée) - Noémie Orphelin dans Good Girls Revolt (série télévisée) - Juliette Croizat dans La Femme la plus détestée d'Amérique - Patricia Spehar dans The Wedding Year - Véronique Desmadryl dans Desperados - Isabelle Volpé dans Murder at Yellowstone City |